# Filmografia Louisa de Funèsa

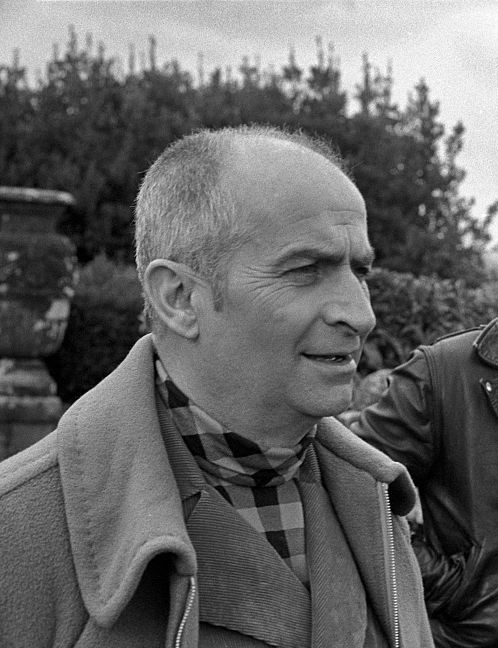
Louis de Funès (1970)

Louis de Funès (1914–1983) w trwającej niespełna 40 lat karierze występował w filmach, radiu, telewizji i na scenie. Pojawił się w 143 produkcjach fabularnych. W 1980 został nagrodzony honorowym Cezarem za całokształt twórczości. Louis de Funès uznawany jest obok Bourvila i Fernandela za jednego z najwybitniejszych komików w historii kinematografii francuskiej. Był jednym z bardziej cenionych aktorów tamtejszego kina w drugiej połowie XX wieku; filmy z jego udziałem, od wczesnych lat 60. do 80., przyciągnęły do kin ponad 270 milionów widzów. Styl gry de Funèsa charakteryzował się ekspresyjnością, specyficzną mimiką wyrażającą najczęściej niezadowolenie i skrzywienie oraz apodyktyczność i choleryczność.
Debiutował na deskach teatru w 1942, występując w spektaklu L’Amant de paille w reżyserii Marca-Gilberta Sauvajona, którego premiera odbyła się 26 stycznia 1944 w Salle Pleyel w Paryżu. Dwa lata później po raz pierwszy pojawił się na dużym ekranie, w epizodycznej roli portiera lokalu „Le Paradis” w komedii Kuszenie Barbizona (reż. Jean Stelli). Uwagę krytyków zwrócił w 1956, gdy wykreował postać sklepikarza Jambiera w komediodramacie Czarny rynek w Paryżu (reż. Claude Autant-Lara), która uznawana jest za przełomową w jego w dorobku i w sposób wyraźny nakreślająca typowy dla kreowanych później przez niego postaci charakter choleryka.
Od 1963 do 1982 występował w głównych rolach w szeregu francuskich komedii, które przeszły do historii tamtejszej kinematografii, wśród nich m.in. Koko (1963), Żandarm z Saint-Tropez (1964; i kontynuacje z 1965, 1968, 1970, 1979, 1982), trylogia Fantomas (1964, 1965, 1967), Gamoń (1965), Sławna restauracja (1966), Wielka włóczęga (1966), Wielkie wakacje (1967), Zwariowany weekend (1968), Hibernatus (1969), Jo (1971), Mania wielkości (1971), Przygody rabina Jakuba (1973), Skrzydełko czy nóżka (1976), Panowie, dbajcie o żony (1978) i Kapuśniaczek (1981).
Louis de Funès był niekwestionowanym zwycięzcą francuskiego box office’u lat 60. i 70. Filmy z jego udziałem biły rekordy popularności, osiągając pierwsze lokaty w rankingach oglądalności. Między 1964 a 1979 produkcje, w których grał, siedmiokrotnie zdobywały palmę pierwszeństwa na ekranach francuskich kin (1964, 1965, 1966, 1967, 1970, 1973, 1979). W 1967 filmy komika zdobyły aż trzy miejsca w pierwszej piątce najchętniej oglądanych nad Sekwaną: Wielkie wakacje (1. miejsce), Oskar (2. miejsce) i Fantomas kontra Scotland Yard (5. miejsce). Dużym uznaniem cieszyły się w wielu europejskich krajach, m.in. Niemczech, Wielkiej Brytanii, Włoszech oraz w ówczesnym Związku Radzieckim.

## Filmografia

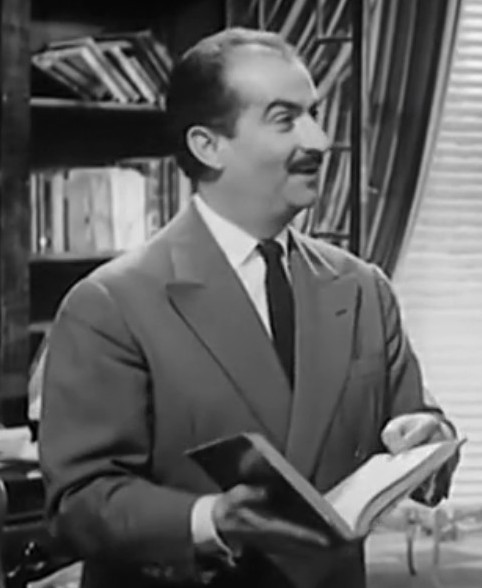
Louis de Funès w scenie z filmu Toto w Madrycie (1959)

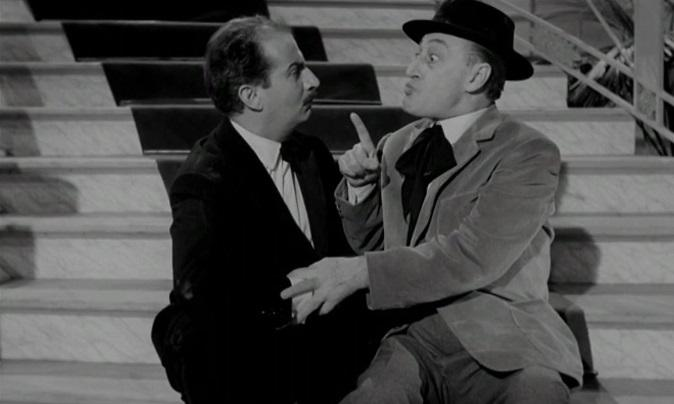
Louis de Funès i Totò w scenie z filmu Toto w Madrycie (1959)

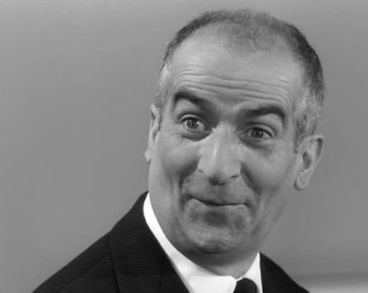
Louis de Funès w filmie Wielki pan (1965)

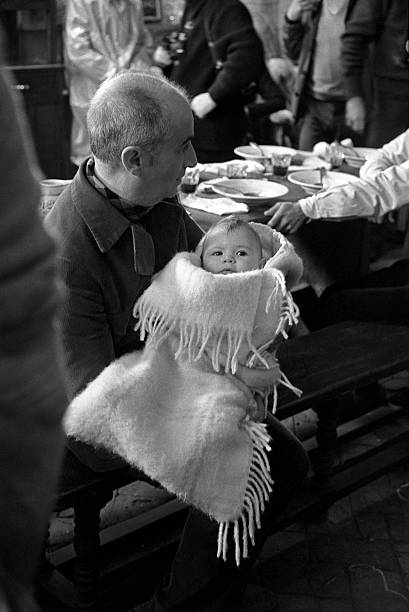
Louis de Funès na planie filmu Człowiek orkiestra (1970)

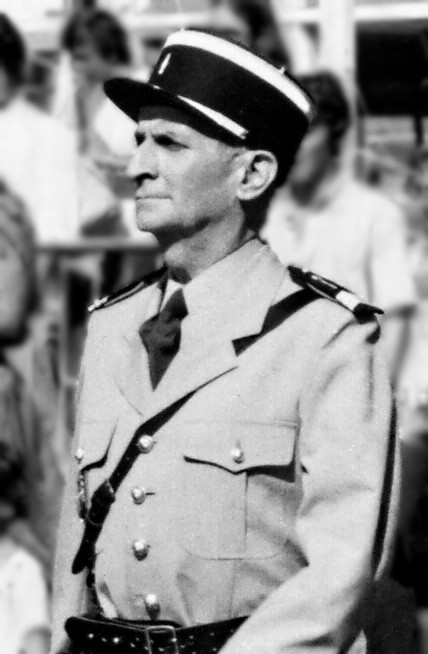
Louis de Funès jako sierżant Ludovic Cruchot (1978)

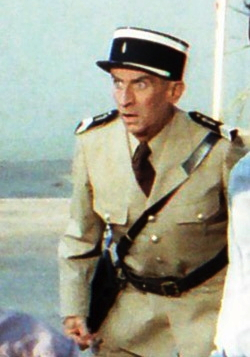
Louis de Funès w scenie z filmu Żandarm i kosmici (1978)

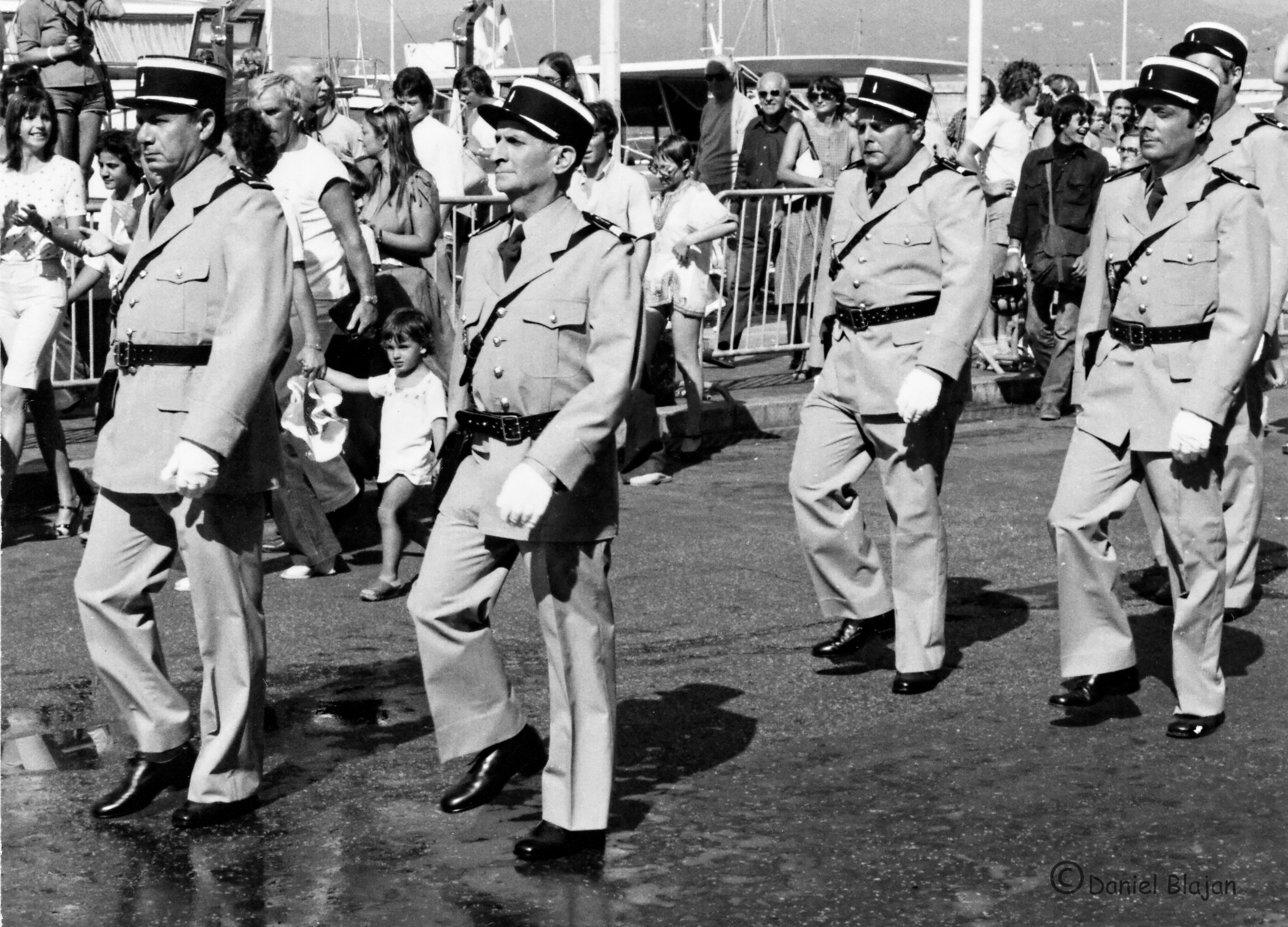
Michel Galabru, de Funès, Maurice Risch, Michel Modo i Guy Grosso w filmie Żandarm i kosmici (1978)

| Rok  | Tytuł                                     | Rola                                                                                     | Uwagi                                                            | Źr     |
| ---- | ----------------------------------------- | ---------------------------------------------------------------------------------------- | ---------------------------------------------------------------- | ------ |
| 1946 | Kuszenie Barbizona                        | portier w „Le Paradis”                                                                   | tytuł oryg.: La tentation de Barbizon                            | [ 10 ] |
| 1947 | Stracone 6 godzin                         | kierowca Leopolda de Witt                                                                | tytuł oryg.: Six heures à perdre                                 | [ 10 ] |
| 1947 | Le Château de la dernière chance          | klient przy barze                                                                        |                                                                  | [ 10 ] |
| 1947 | Ostatnie schronienie                      | pracownik wagonu restauracyjnego                                                         | tytuł. oryg.: Dernier refuge                                     | [ 10 ] |
| 1947 | Antoni i Antonina                         | pracownik sklepu spożywczego / gość na weselu                                            | tytuł. oryg.: Antoine et Antoinette, niewym. w czołówce.         | [ 11 ] |
| 1948 | Minąć się z nieznajomym                   | kucharz na jachcie                                                                       | tytuł. oryg.: Croisière pour l’inconnu                           | [ 11 ] |
| 1949 | Du Guesclin                               | astrolog / rycerz / żebrak                                                               |                                                                  | [ 10 ] |
| 1949 | Misja w Tangarze                          | hiszpański pułkownik                                                                     | tytuł oryg.: Mission à Tanger                                    | [ 12 ] |
| 1949 | Kocham tylko ciebie                       | kierownik orkiestry na próbie                                                            | tytuł oryg.: Je n’aime que toi                                   | [ 13 ] |
| 1949 | Spotkanie lipcowe                         | krewki lokator                                                                           | tytuł oryg.: Rendez-vous de juillet, niewym. w czołówce.         | [ 12 ] |
| 1949 | Pokaż się                                 | figurant                                                                                 | tytuł oryg.: Vient de paraitre                                   | [ 10 ] |
| 1949 | Jednodniowi milionerzy                    | adwokat Philippe’a                                                                       | tytuł oryg.: Millionnaires d’un jour                             | [ 14 ] |
| 1950 | Bez adresu                                | przyszły tata                                                                            | tytuł oryg.: …Sans laisser d’adresse                             | [ 15 ] |
| 1950 | Do Widzenia, Panie Grock                  | widz                                                                                     | tytuł oryg.: Au revoir M. Grock                                  | [ 16 ] |
| 1950 | Weekend naszej miłości                    | Constantin, służący w domu barona Valirmana                                              | tytuł oryg.: Pas de week-end pour notre amour                    | [ 13 ] |
| 1950 | Bibi Fricotin                             | rybak                                                                                    |                                                                  | [ 14 ] |
| 1950 | Mój przyjaciel Sainfoin                   | przewodnik                                                                               | tytuł oryg.: Mon ami Sainfoin                                    | [ 17 ] |
| 1950 | Jakiś pan                                 | Thomas Boudebeuf, dziennikarz „L’avenir Sauveterrois”                                    | tytuł oryg.: Un Certain monsieur                                 | [ 14 ] |
| 1950 | Do jutra przy granicznym słupie           | żołnierz                                                                                 | tytuł oryg.: Adémaï au poteau-frontière                          | [ 10 ] |
| 1950 | Quai de Grenelle                          | pan Vincent, magazynier                                                                  | niewym. w czołówce.                                              | [ 14 ] |
| 1950 | Pan Bla-bla-bla                           | Gino                                                                                     | tytuł oryg.: Le Roi du bla bla bla                               | [ 18 ] |
| 1950 | Bezprawna ulica                           | Hippolyte                                                                                | tytuł oryg.: La Rue sans loi                                     | [ 18 ] |
| 1951 | Słomiany amant                            | Bruno, psychiatra                                                                        | tytuł oryg.: L’Amant de paille                                   | [ 15 ] |
| 1951 | Było ich pięciu                           | kierownik Albert                                                                         | tytuł oryg.: Ils étaient cinq                                    | [ 19 ] |
| 1951 | Czerwona róża                             | Juanito, poeta zjadający szkło                                                           | tytuł oryg.: La rose rouge                                       | [ 14 ] |
| 1951 | Nokaut                                    | pacjent, który stracił 100 gramów                                                        | tytuł oryg.: Knock                                               | [ 14 ] |
| 1951 | Lunatyk                                   | Anatole, podejrzliwy mąż                                                                 | tytuł oryg.: Boniface somnambule                                 | [ 20 ] |
| 1951 | Przechodzień                              | dozorca śluzy                                                                            | tytuł oryg.: La Passante                                         | [ 21 ] |
| 1951 | Słodkie małżeństwo                        | statysta                                                                                 | tytuł oryg.: Folie douce                                         | [ 22 ] |
| 1951 | Podróż do Ameryki                         | pracownik Air France                                                                     | tytuł oryg.: Le Voyage en Amérique                               | [ 23 ] |
| 1951 | Na wczasach z burmistrzem                 | doradca                                                                                  | tytuł oryg.: Pas de vacances pour Monsieur le Maire              | [ 23 ] |
| 1951 | Trucizna                                  | André Chevillard, mieszkaniec Ramonville-Saint-Agne                                      | tytuł oryg.: La poison                                           | [ 24 ] |
| 1951 | Moja kobieta jest wspaniała               | turysta, narciarz                                                                        | tytuł oryg.: Ma femme est formidable                             | [ 25 ] |
| 1951 | Mistrzowie Juniorów                       | despotyczny ojciec                                                                       | film krótkometrażowy, tytuł oryg.: Champions Juniors             | [ 26 ] |
| 1951 | Miłość pod parasolem                      |                                                                                          | film krótkometrażowy, tytuł oryg.: Un Amour de parapluie         | [ 26 ] |
| 1951 | Szkatułka na sprzedaż                     | film krótkometrażowy, tytuł oryg.: Boîte à vendre                                        |                                                                  | [ 26 ] |
| 1952 | Les Loups chassent la nuit                | Barman podający porto                                                                    | niewym. w czołówce.                                              | [ 27 ] |
| 1952 | Siedem grzechów głównych                  | Martin Gaston, krzykacz „Paresse, La” / „Sloth” (segment)                                | tytuł oryg.: Les sept péchés capitaux                            | [ 28 ] |
| 1952 | Pan Leguignon, latarnik                   | mieszkaniec dzielnicy                                                                    | tytuł oryg.: Monsieur Leguignon, lampiste                        | [ 28 ] |
| 1952 | Ósmy cud świata                           | mąż, fan radia                                                                           | film krótkometrażowy, tytuł oryg.: Le Huitième art et la manière | [ 27 ] |
| 1952 | Agencja matrymonialna                     | pan Charles                                                                              | tytuł oryg.: Agence matrimoniale                                 | [ 24 ] |
| 1952 | Miłość nie jest grzechem                  | pan Cottin, człowiek z psem                                                              | tytuł oryg.: L’Amour n’est pas un péché                          | [ 29 ] |
| 1952 | Byłem trzy razy                           | tłumacz                                                                                  | tytuł oryg.: Je l’ai été trois fois                              | [ 30 ] |
| 1952 | Boża zabawka                              | człowiek, który ząb wyciągnął u fryzjera i wysłał burmistrzowi                           | tytuł oryg.: Le Jugement de Dieu                                 | [ 17 ] |
| 1952 | Taksówka nr 3886                          | malarz                                                                                   | tytuł oryg.: Monsieur Taxi                                       | [ 25 ] |
| 1952 | Ladacznica z zasadami                     | klient klubu nocnego                                                                     | tytuł oryg.: La Putain respectueuse                              | [ 29 ] |
| 1952 | Ona jest moja                             | kelner w kawiarni                                                                        | tytuł oryg.: Elle et moi                                         | [ 31 ] |
| 1952 | Ucieczka pana Perle                       | wariat                                                                                   | tytuł oryg.: La Fugue de Monsieur Perle                          | [ 27 ] |
| 1953 | Dziwne pragnienia pana Bard               | pan Chanteau                                                                             | tytuł oryg.: L’Étrange désir de Monsieur Bard                    | [ 32 ] |
| 1953 | Tambour battant                           | fechtmistrz                                                                              |                                                                  | [ 27 ] |
| 1953 | Życie uczciwego człowieka                 | Emile, lokaj                                                                             | tytuł oryg.: La Vie d’un honnête homme                           | [ 33 ] |
| 1953 | Długie zęby                               | pracownik w drukarni                                                                     | tytuł oryg.: Les Dents longues                                   | [ 24 ] |
| 1953 | Do diabła z cnotą                         | Lorette, kancelista                                                                      | tytuł oryg.: Au diable la vertu                                  | [ 31 ] |
| 1953 | La tournée des grands Ducs                | dyrektor hotelu                                                                          |                                                                  | [ 34 ] |
| 1953 | Paryskie wróble                           | doktor                                                                                   | tytuł oryg.: Moineaux de Paris                                   | [ 27 ] |
| 1953 | Poznane nocą                              | klient przy stole                                                                        | tytuł oryg.: Les Compagnes de la nuit                            | [ 35 ] |
| 1953 | Weekend w Paryżu                          | pan Célestin                                                                             | tytuł oryg.: Innocents in Paris                                  | [ 36 ] |
| 1953 | Kapitan Pantoufle                         | pan Rachoux, dyrektor banku                                                              | tytuł oryg.: Capitaine Pantoufle                                 | [ 32 ] |
| 1953 | Sypialnia wielkich                        | Triboudot, fotograf                                                                      | tytuł oryg.: Dortoir des grandes                                 | [ 27 ] |
| 1953 | Lekko i krótko ubrana                     | Duvernois                                                                                | tytuł oryg.: Légère et court vêtue                               | [ 37 ] |
| 1953 | Brachol z Senegalu                        | doktor                                                                                   | tytuł oryg.: Mon frangin du Sénégal                              | [ 32 ] |
| 1953 | Nocny rycerz                              | Adrien Péréduray, krawiec                                                                | tytuł oryg.: Le Chevalier de la nuit                             | [ 38 ] |
| 1953 | Śmiech                                    |                                                                                          | film krótkometrażowy, tytuł oryg.: Le Rire                       | [ 31 ] |
| 1954 | Zboże w trawie                            | operator                                                                                 | tytuł oryg.: Le blé en herbe                                     | [ 38 ] |
| 1954 | Intryganci                                | Marcange                                                                                 | tytuł oryg.: Les Intrigantes                                     | [ 39 ] |
| 1954 | Pani niewiniątko                          | sierżant kawalerii                                                                       | tytuł oryg.: Mam’zelle Nitouche                                  | [ 40 ] |
| 1954 | Męki                                      | Eddy Gorlier, prywatny detektyw                                                          | tytuł oryg.: Tourments                                           | [ 41 ] |
| 1954 | Sekret Helene Marimon                     | Ravan, ogrodnik                                                                          | tytuł oryg.: Le Secret d’Hélène Marimon                          | [ 38 ] |
| 1954 | Zaufaj mi                                 | minister wymyślonego królestwa                                                           | tytuł oryg.: Faites-moi confiance                                | [ 41 ] |
| 1954 | Korsarze z lasku bolońskiego              | komisarz                                                                                 | tytuł oryg.: Les corsaires du Bois de Boulogne                   | [ 42 ] |
| 1954 | Mężczyźni myślą tylko o tym               | Célosso, zazdrosny mąż hrabiny                                                           | tytuł oryg.: Les hommes ne pensent qu’a ça                       | [ 43 ] |
| 1954 | Pięcioraczki                              | Pilate                                                                                   | tytuł oryg.: Le mouton à cinq pattes                             | [ 44 ] |
| 1954 | Pechowy wojownik                          | mieszkaniec dzielnicy                                                                    | tytuł oryg.: Leguignon guérisseur                                | [ 43 ] |
| 1954 | Jego rybki                                | strażnik rybny                                                                           | tytuł oryg.: Poisson d’avril                                     | [ 45 ] |
| 1954 | Kuchenne schody                           | Cesare Grimaldi, włoski rzeźbiarz, który ma kłopoty z kopułą Sacré-Cœur                  | tytuł oryg.: Escalier de service                                 | [ 46 ] |
| 1954 | Sceny małżeńskie                          | Boulingrin                                                                               | tytuł oryg.: Scènes de ménage                                    | [ 47 ] |
| 1954 | Ach! Te piękne kobietki                   | Michel Lebœuf                                                                            | tytuł oryg.: Ah! Les belles bacchantes                           | [ 48 ] |
| 1954 | Nieczyści                                 | dyrygent                                                                                 | tytuł oryg.: Les impures, niewym. w czołówce.                    | [ 42 ] |
| 1954 | Królowa Margot                            | René, astrolog                                                                           | tytuł oryg.: La Reine Margot, niewym. w czołówce                 | [ 49 ] |
| 1954 | Tata, mama, gosposia i ja                 | pan Calomel, sąsiad                                                                      | tytuł oryg.: Papa, maman, la bonne et moi                        | [ 50 ] |
| 1954 | Przy drzwiach zamkniętych                 | pokojowiec                                                                               | tytuł oryg.: Huis clos, niewym. w czołówce.                      | [ 39 ] |
| 1955 | Ingrid – Die Geschichte eines Fotomodells | D’Arrigio, projektant mody                                                               |                                                                  | [ 39 ] |
| 1955 | Babki tworzą prawo                        | Jeannot La Bonne Affaire                                                                 | tytuł oryg.: Les pépées font la loi                              | [ 39 ] |
| 1955 | Napoleon                                  | żołnierz Napoleona                                                                       | tytuł oryg.: Napoléon                                            | [ 51 ] |
| 1955 | Tata, mama, moja kobieta i ja             | pan Calomel, sąsiad                                                                      | tytuł oryg.: Papa, maman, ma femme et moi                        | [ 50 ] |
| 1955 | Frou-Frou                                 | major Cousinet-Duval                                                                     |                                                                  | [ 50 ] |
| 1955 | Paryski listonosz                         | wuj Robert                                                                               | tytuł oryg.: L’impossible Monsieur Pipelet                       | [ 52 ] |
| 1955 | Huzarzy                                   | Luigi, kościelny                                                                         | tytuł oryg.: Les Hussards                                        | [ 52 ] |
| 1955 | Stewardessy                               |                                                                                          | tytuł oryg.: Mädchen ohne Grenzen                                | [ 53 ] |
| 1956 | Gdyby Paryż mi to opowiedział             | Antoine Allègre                                                                          | tytuł oryg.: Si Paris nous était conté                           | [ 54 ] |
| 1956 | Uśmiech na dzień dobry                    | Bonoeil                                                                                  | tytuł oryg.: Bonjour sourire                                     | [ 55 ] |
| 1956 | Pasek ojca                                | inspektor Victor Eugène Merlerin, ojciec Renée                                           | tytuł oryg.: La Bande à papa                                     | [ 52 ] |
| 1956 | Prawo ulicy                               | Paulo                                                                                    | tytuł oryg.: La loi des rues                                     | [ 54 ] |
| 1956 | Naiwne dzieci                             | Célestin Ratier, przedstawiciel przemysłu dla dzieci                                     | tytuł oryg.: Bébés à gogo                                        | [ 56 ] |
| 1956 | Półgłówek                                 | Prosper / ojciec Grazziani / pułkownik Luc de la Frapinière / pierwszy kelner Turbolaria | tytuł oryg.: Courte tête                                         | [ 57 ] |
| 1956 | Czarny rynek w Paryżu                     | Jambier, sklepikarz                                                                      | tytuł oryg.: La traversée de Paris                               | [ 57 ] |
| 1957 | Jak włos w zupie                          | Pierre Cousin, kompozytor                                                                | tytuł oryg.: Comme un cheveu sur la soupe                        | [ 57 ] |
| 1958 | Ani widu, ani słychu                      | Blaireau                                                                                 | tytuł oryg.: Ni vu, ni connu                                     | [ 48 ] |
| 1958 | Życie we dwoje                            | pan Stéphane, notariusz                                                                  | tytuł oryg.: La Vie a deux                                       | [ 58 ] |
| 1958 | Taxi, ruletka i corrida                   | Maurice Berger, kierowca taksówki                                                        | tytuł oryg.: Taxi, Roulotte et Corrida                           | [ 59 ] |
| 1959 | Toto w Madrycie                           | profesor Francisco Montiel                                                               | tytuł oryg.: Totò, Eva e il pennello proibito                    | [ 59 ] |
| 1959 | Ach, ten łobuz                            | Ettore Curto, radca skarbowy                                                             | tytuł oryg.: I Tartassati                                        | [ 60 ] |
| 1959 | Cygański kompan                           | Védrines Gaston, redaktor                                                                | tytuł oryg.: Mon pote le gitan                                   | [ 61 ] |
| 1960 | Jak zdobyć miliard                        | Ange Galopin                                                                             | tytuł oryg.: Certains l’aiment… froide                           | [ 62 ] |
| 1960 | Kandyd, czyli optymizm XX wieku           | oficer gestapo                                                                           | tytuł oryg.: Candide ou l’optimisme au XXe siècle                | [ 63 ] |
| 1960 | Zagmatwani                                | Émile Durand                                                                             | tytuł oryg.: Les tortillards                                     | [ 62 ] |
| 1961 | Kapitan Fracasse                          | Scapin                                                                                   | tytuł oryg.: Le capitaine Fracasse                               | [ 64 ] |
| 1961 | Piękna Amerykanka                         | brat bliźniak Viralot, szef personelu / brat bliźniak Viralot, sekretarz komisariatu     | tytuł oryg.: La Belle Americaine                                 | [ 65 ] |
| 1961 | Znikający trup                            | Paul Ernzer                                                                              | tytuł oryg.: Dans l’eau qui fait des bulles                      | [ 66 ] |
| 1962 | Pozwolenie na zemstę                      | Amoretti                                                                                 | tytuł oryg.: La vendetta                                         | [ 67 ] |
| 1962 | Szczęściarze                              | Antoine Beaurepaire (segment „Wielka wygrana”)                                           | tytuł oryg.: Les veinards                                        | [ 48 ] |
| 1962 | Zbrodnia nie popłaca                      | Eugène, barman (segment)                                                                 | tytuł oryg.: Le crime ne paie pas                                | [ 68 ] |
| 1962 | Diabelskie sztuczki                       | Vaillant (segment „Bien d’autrui ne prendras”)                                           | tytuł oryg.: Le diable et les dix commandements                  | [ 69 ] |
| 1962 | Gentleman z Epsom                         | szef restauracji Gaspard Ripeux                                                          | tytuł oryg.: Le gentleman d’Epsom                                | [ 48 ] |
| 1962 | Światło księżyca w Maubeuge               |                                                                                          | tytuł oryg.: Un clair de lune à Maubeuge, niewym. w czołówce.    | [ 65 ] |
| 1962 | Wybierzmy się do Deauville                | Ludovic Lambersac, wczasowicz                                                            | tytuł oryg.: Nous irons à Deauville                              | [ 65 ] |
| 1963 | Karambole                                 | dyrektor generalny Norbert Charolais                                                     | tytuł oryg.: Caramboles                                          | [ 70 ] |
| 1963 | Koko                                      | Leonard Monestier                                                                        | tytuł oryg.: Pouic-Pouic                                         | [ 71 ] |
| 1964 | Napad na bank                             | Victor Garnier                                                                           | tytuł oryg.: Faites sauter la banque!                            | [ 72 ] |
| 1964 | Wąchać kwiatki od spodu                   | Jockey Jack                                                                              | tytuł oryg.: Des pissenlits par la racine                        | [ 73 ] |
| 1964 | Boss w spódnicy                           | Marcel, włamywacz                                                                        | tytuł oryg.: Un drole de caid                                    | [ 74 ] |
| 1964 | Żandarm z Saint-Tropez                    | inspektor Ludovic Cruchot                                                                | tytuł oryg.: Le gendarme de St. Tropez                           | [ 75 ] |
| 1964 | Fantomas                                  | komisarz policji Juve                                                                    | tytuł oryg.: Fantômas                                            | [ 76 ] |
| 1965 | Gamoń                                     | Leopold Saroyan, dyrektor firmy, gangster                                                | tytuł oryg.: Le corniaud                                         | [ 77 ] |
| 1965 | Wielki pan                                | Léon Haudepin (segment „Les bons vivants”)                                               | tytuł oryg.: Les bons vivants                                    | [ 78 ] |
| 1965 | Żandarm w Nowym Jorku                     | starszy sierżant Ludovic Cruchot                                                         | tytuł oryg.: Le gendarme a New York                              | [ 78 ] |
| 1965 | Fantomas powraca                          | komisarz policji Juve                                                                    | tytuł oryg.: Fantômas se déchaîne                                | [ 78 ] |
| 1966 | Sławna restauracja                        | właściciel restauracji Septime                                                           | tytuł oryg.: Le grand restaurant                                 | [ 79 ] |
| 1966 | Wielka włóczęga                           | dyrygent Opery Paryskiej Stanislas Lefort                                                | tytuł oryg.: La grande vadrouille                                | [ 48 ] |
| 1967 | Fantomas kontra Scotland Yard             | komisarz policji Juve                                                                    | tytuł oryg.: Fantômas contre Scotland Yard                       | [ 80 ] |
| 1967 | Oskar                                     | Bertrand Barnier, dyrektor przedsiębiorstwa                                              | tytuł oryg.: Oscar                                               | [ 81 ] |
| 1967 | Wielkie wakacje                           | Charles Bosquier, dyrektor szkoły                                                        | tytuł oryg.: Les grandes vacances                                | [ 82 ] |
| 1968 | Zwariowany weekend                        | Louis-Philippe Fourchaume, przemysłowiec stoczniowy                                      | tytuł oryg.: Le petit baigneur                                   | [ 83 ] |
| 1968 | Człowiek z tatuażem                       | Felicien Mezeray, antykwariusz                                                           | tytuł oryg.: Le tatoué                                           | [ 84 ] |
| 1968 | Żandarm się żeni                          | sierżant Ludovic Cruchot                                                                 | tytuł oryg.: Le gendarme se marie                                | [ 85 ] |
| 1969 | Hibernatus                                | Hubert Barrère de Tartas                                                                 |                                                                  | [ 86 ] |
| 1970 | Człowiek orkiestra                        | Édouard „Evan Evans”, dyrektor zespołu baletowego                                        | tytuł oryg.: L’homme orchestre                                   | [ 87 ] |
| 1970 | Żandarm na emeryturze                     | starszy sierżant Ludovic Cruchot                                                         | tytuł oryg.: Le gendarme en balade                               | [ 88 ] |
| 1971 | Zawieszeni na drzewie                     | przemysłowiec Henry Roubier                                                              | tytuł oryg.: Sur un arbre perché                                 | [ 89 ] |
| 1971 | Jo                                        | Antoine Brisebard                                                                        |                                                                  | [ 48 ] |
| 1971 | Mania wielkości                           | Don Salluste de Bazan, królewski minister podatkowy                                      | tytuł oryg.: Le folie des grandeurs                              | [ 90 ] |
| 1973 | Przygody rabina Jakuba                    | przemysłowiec Victor Pivert                                                              | tytuł oryg.: Les aventures de Rabbi Jacob                        | [ 91 ] |
| 1976 | Skrzydełko czy nóżka                      | Charles Duchemin                                                                         | tytuł oryg.: L’aile ou la cuisse                                 | [ 92 ] |
| 1978 | Panowie, dbajcie o żony                   | Guillaume Daubray-Lacaze                                                                 | tytuł oryg.: La Zizanie                                          | [ 93 ] |
| 1979 | Żandarm i kosmici                         | starszy sierżant Ludovic Cruchot                                                         | tytuł oryg.: Gendarme et les extra-terrestres                    | [ 94 ] |
| 1980 | Skąpiec                                   | Harpagon                                                                                 | tytuł oryg.: L’avare                                             | [ 95 ] |
| 1981 | Kapuśniaczek                              | chłop Claude Ratinier „Glaude”                                                           | tytuł oryg.: La soupe aux choux                                  | [ 96 ] |
| 1982 | Żandarm i policjantki                     | starszy sierżant Ludovic Cruchot                                                         | tytuł oryg.: Le gendarme et les gendarmettes                     | [ 97 ] |

## Telewizja
| Rok  | Tytuł                    | Rola                              | Uwagi                                   | Źr     |
| ---- | ------------------------ | --------------------------------- | --------------------------------------- | ------ |
| 1950 | Przypadkowe Randez-vous  | kelner w kawiarni                 | tytuł oryg.: Rendez-vous avec la chance | [ 10 ] |
| 1950 | Gracze                   | Piotr Petrovitch Spotniev, szuler | tytuł oryg.: Les Joueurs                | [ 26 ] |
| 1951 | Indyk                    | zarządzający                      | tytuł oryg.: Le dindon                  | [ 24 ] |
| 1954 | La belle au bois dormant | astrolog                          |                                         | [ 99 ] |
| 1956 | La Puce à l’oreille      | Auguste Ferraillon                | [ 66 ]                                  |        |

## Radio
| Rok  | Rozgłośnia radiowa | Odcinek                 | Informacje | Źr      |
| ---- | ------------------ | ----------------------- | --- | ------- |
| 1966 | Europe 1           | Le Gendarme de Bethléem | Świąteczna, 45-minutowa opowieść nagrana dla Europe 1 w towarzystwie Élisabeth Wiener, Michela Galabru i Pierre’a Tornade | [ 100 ] |

## Scena

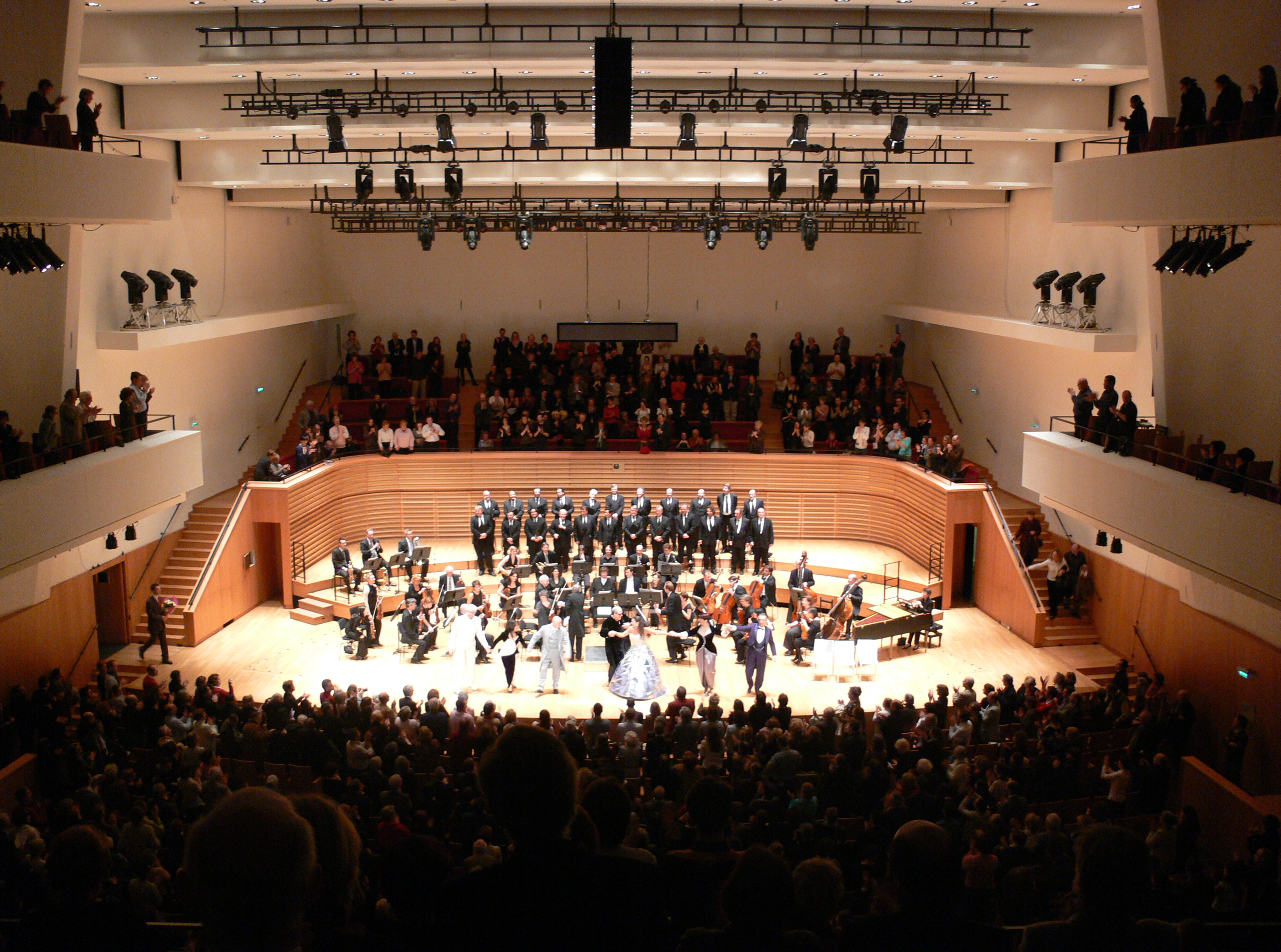
Widok na paryski Salle Pleyel, gdzie de Funès debiutował w spektaklu L’Amant de paille w 1944

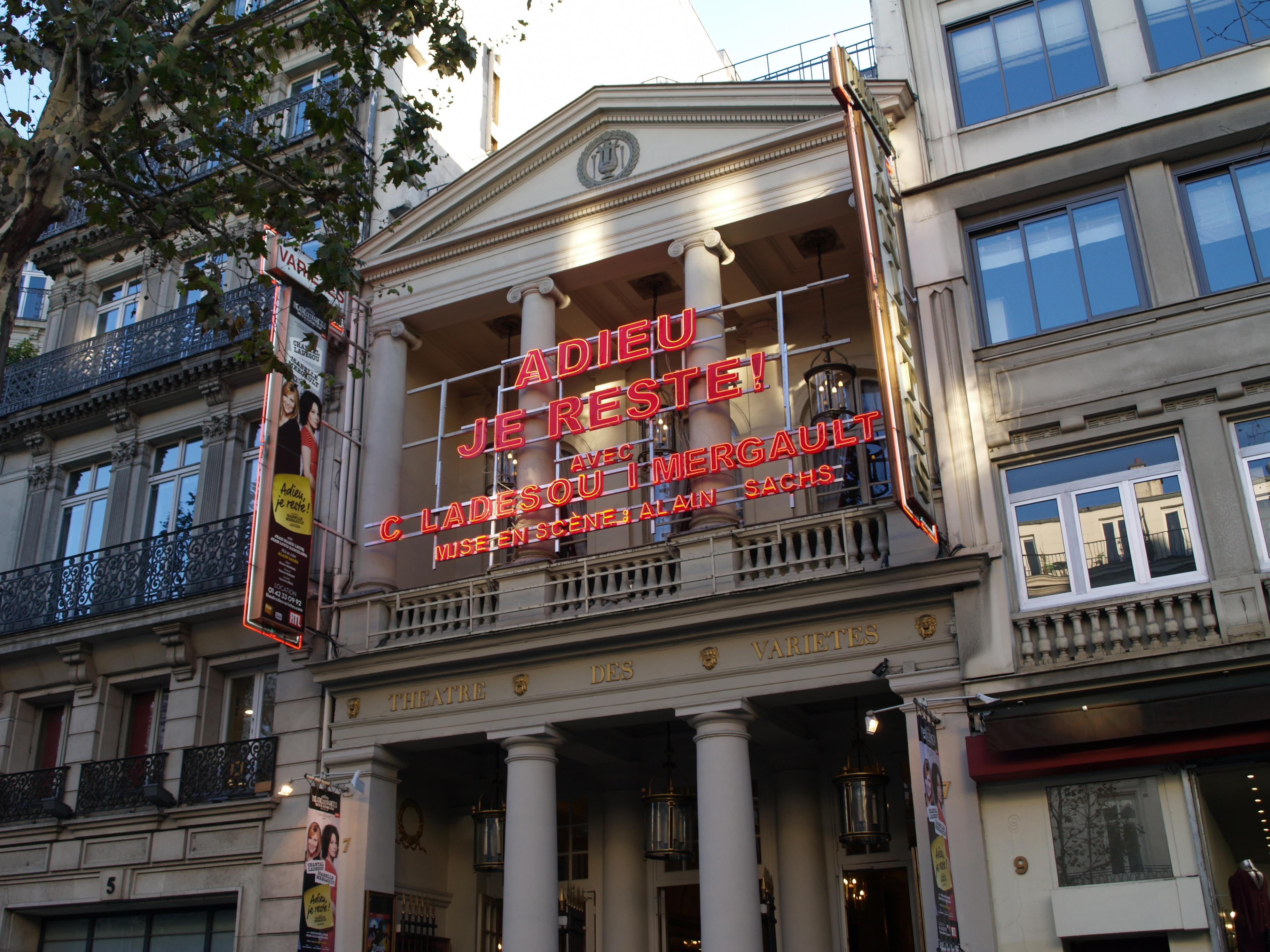
Théâtre des Variétés, gdzie de Funès występował w sztuce Faisons un rêve w latach 1957–1958

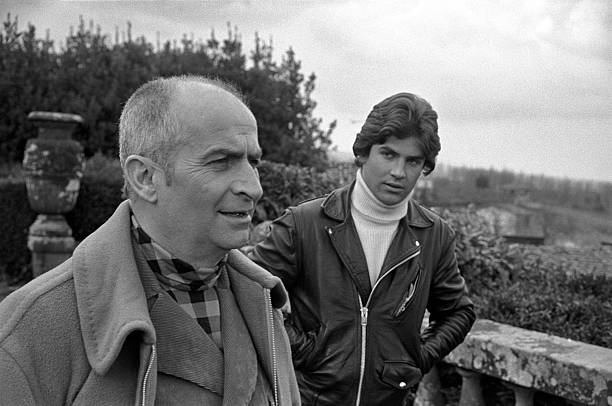
Louis de Funès występował z synem Olivierem w sztuce Oscar w latach 1971–1972

| Rok  | Tytuł                      | Rola                   | Teatr                                 | Źr              |
| ---- | -------------------------- | ---------------------- | ------------------------------------- | --------------- |
| 1926 | Le Royal Dindon            | żandarm                | Coulommiers                           | [ 101 ]         |
| 1944 | L’Amant de paille          | statysta               | Salle Pleyel                          | [ 102 ] [ 103 ] |
| 1945 | Image anglaise             | klient                 |                                       | [ 98 ]          |
| 1945 | La Maison de Bernarda Alba | statysta               | Théâtre des Champs Élysées            | [ 103 ]         |
| 1946 | Winterset                  | kloszard               | Théâtre du Carrefour                  | [ 104 ]         |
| 1946 | L’Île grande               | b.d                    | Théâtre de l’Œuvre                    | [ 98 ]          |
| 1948 | Thermidor                  | François Hanriot       | Théâtre Pigalle                       | [ 105 ]         |
| 1949 | Le Journal de Jules Renard | b.d                    |                                       | [ 106 ]         |
| 1949 | Tramwaj zwany pożądaniem   | Pablo                  | Théâtre Édouard VII                   | [ 106 ]         |
| 1950 | Le Fils du rémouleur       | b.d                    | Théâtre du Chapiteau                  | [ 98 ]          |
| 1951 | Vache de mouche            | b.d                    | Théâtre Potofou                       | [ 106 ]         |
| 1951 | Dominique et Dominique     | pan Ernest             | Théâtre Michel                        | [ 107 ]         |
| 1952 | Sans cérémonie             | kamerdyner             | Théâtre royal du Parc                 | [ 107 ]         |
| 1952 | La Puce à l’oreille        | Augustin Ferraillon    | Théâtre Montparnasse                  | [ 66 ]          |
| 1953 | La Peur des coups          | b.d                    |                                       | [ 98 ]          |
| 1953 | Bouboute et Sélection      | adiutant strażaka      | Théâtre Vernet                        | [ 106 ]         |
| 1953 | Ah! les belles bacchantes  | detektyw Michel Lebœuf | Théâtre Daunou                        | [ 106 ]         |
| 1955 | Ornifle                    | Machetu                | Théâtre de la Renaissance             | [ 110 ]         |
| 1955 | Poppi                      | Poppi                  | Théâtre des Arts                      | [ 111 ]         |
| 1955 | Nekrassov                  | b.d                    | Théâtre Antoine-Simone-Berriau        | [ 112 ]         |
| 1957 | Faisons un rêve            | mąż                    | Théâtre Pigalle, Théâtre des Variétés | [ 114 ]         |
| 1959 | Oscar                      | Bertrand Barnier       |                                       | [ 98 ]          |
| 1961 | Oscar                      | Bertrand Barnier       | Teatr Porte-Saint-Martin              | [ 98 ]          |
| 1962 | La Grosse Valse            | urzędnik celny Roussel | Théâtre des Variétés                  | [ 115 ]         |
| 1971 | Oscar                      | Bertrand Barnier       | Théâtre du Palais-Royal               | [ 95 ]          |
| 1973 | La Valse des toréadors     | generał                | Comédie & Studio des Champs-Elysées   | [ 116 ]         |